# Засбах-ам-Кайзерштуль
Засбах (нім. Sasbach) — місто в окрузі Еммендінген у землі Баден-Вюртемберг в Німеччині. Сасбах розташований на річці Рейн поблизу гір Кайзерштуль. Тут розташовані руїни двох середньовічних замків, Лімбург і Спонек.